# 도요아케시
도요아케시(일본어: 豊明市)는 일본 아이치현 나고야시의 동쪽에 인접해 있는 시이다. 나고야시의 베드타운이다.

## 지리
지명은 오케하자마 전투 뒤의 설화에서 유래되었다.

### 인접한 자치체
- 나고야시(미도리구)
- 오부시
- 가리야시
- 아이치군 도고정

## 역사
- 1906년 5월 10일 - 아이치군 구쓰카케촌과 지타군 도요아케촌의 합병으로 아이치군 도요아케촌이 되었다.
- 1957년 1월 1일 - 도요아케촌이 정으로 승격해 도요아케정이 되었다.
- 1972년 8월 1일 - 도요아케정이 시로 승격해 도요아케시가 되었다.

## 교통

### 철도
- 나고야 철도 나고야 본선

### 도로
- 이세 만안 자동차도
- 국도 제1호선
- 국도 제23호선

## 인구
| 연도 | 인구   | ±%     |
| ---- | ------ | ------ |
| 1920 | 6,402  | —      |
| 1930 | 6,921  | +8.1%  |
| 1940 | 7,872  | +13.7% |
| 1950 | 11,646 | +47.9% |
| 1960 | 15,366 | +31.9% |
| 1970 | 29,776 | +93.8% |
| 1980 | 54,667 | +83.6% |
| 1990 | 62,160 | +13.7% |
| 2000 | 66,495 | +7.0%  |
| 2010 | 69,727 | +4.9%  |